# Niżni Kozi Staw
Niżni Kozi Staw (niem. Unterer Gemsensee, słow. Nižné Kozie pleso, węg. Alsó-Zerge-t) – nieduży staw w środkowej części Doliny Młynickiej w słowackich Tatrach Wysokich. Jest jednym z grupy kilku Kozich Stawów w tej dolinie i największym z nich.
Położony jest na wysokości 1963 lub 1941 m n.p.m., na dużej równi zwanej Zadnią Polaną, powyżej Stawu nad Skokiem, a poniżej Capiego Stawu. Znajduje się  pod Granią Baszt, pod stożkiem piargowym Szatana, w pewnej odległości od szlaku turystycznego prowadzącego dnem doliny. Od zachodniej strony wznosi się ponad nim piarżysty wał z Diablą Kopą, za którym znajduje się niewidoczny z dna Doliny Młynickiej Wyżni Kozi Staw.
Niżni Kozi Staw jest największym ze stawów w środkowym piętrze Doliny Młynickiej. Według pomiarów Józefa Szaflarskiego z 1935 r. staw miał powierzchnię 0,573 ha, rozmiary 134 × 61 m i głębokość 4,3 m, według pomiarów pracowników TANAP-u z lat 1961–67 miał powierzchnię 0,797 ha, rozmiary 155 × 65 m i głębokość 2,2 m.
Brzegi stawu są kamieniste, miejscowo tylko porastające bardzo ubogą murawą z sitem skuciną. Tuż poniżej Niżniego Stawu istnieje jeszcze jeden niewielki Mały Kozi Staw. Obydwa te stawy (Niżni i Mały) według Józefa Nyki okresowo zanikają.

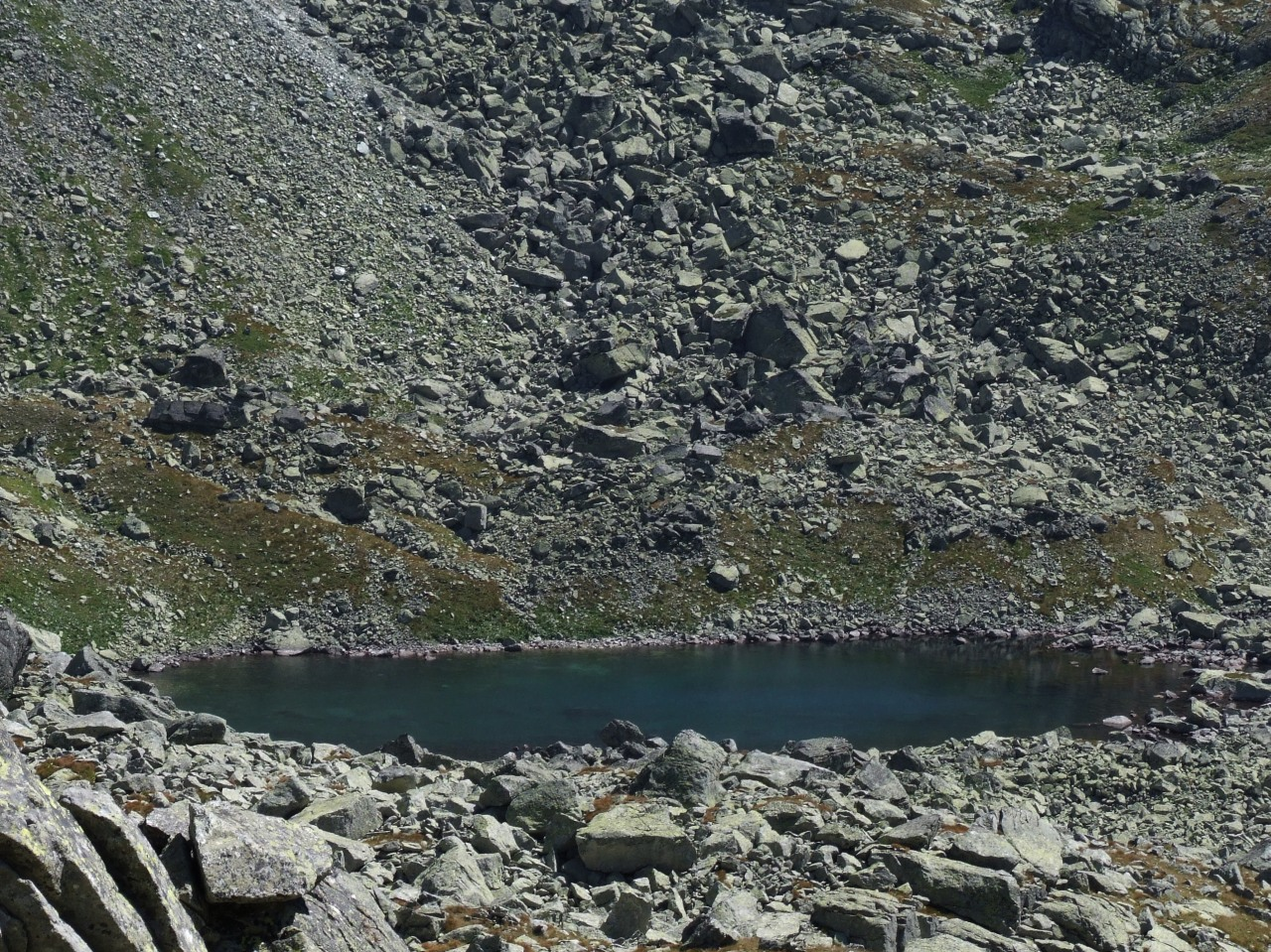
Niżni Kozi Staw